# Patata di montagna di Cesana
La patate di montagna di Cesana è un tubero prodotto prevalentemente nel territorio del comune di Cesana Torinese.
Essa è coltivata in un terreno poco fertile se confrontato con quello di collina o di pianura; grazie a questa caratteristica aumentano le sue proprietà organolettiche.
La patata ha un gusto piuttosto deciso ed è adatta al consumo fresco.